# Casa Schröder
La casa Rietveld Schröder (en neerlandès: Rietveld Schröderhuis) està situada a Utrecht i va ser construïda l'any 1924 per l'arquitecte neerlandès Gerrit Rietveld per encàrrec de la senyora Truus Schröder-Schrader i els seus tres fills.

## Introducció
Es tracta d'un edifici catalogat com a monument des de 1976 i com a Patrimoni de la Humanitat des de l'any 2000.
Truus Schröder-Schrader va encarregar que la casa es construís, preferiblement, sense parets. Rietveld va treballar juntament amb Schröder-Schrader per dissenyar la casa. Després del primer disseny, Schröder-Schrader no n'estava contenta, perquè s'havia imaginat una casa on es pogués fer una lliure associació i connexió entre l'interior i l'exterior.

## Estil arquitectònic
La casa és un dels exemples més coneguts de l'estil De Stijl i possiblement l'únic veritable edifici classificat com a "De Stijl". La sra. Schröder va viure a la casa fins a la seva mort, el 1985. La casa va ser restaurada per Bertus Mulder i ara és un museu habilitat per a visites.